# 셰리 프리스트
셰리 프리스트(영어: Cherie Priest, 1975년 7월 30일 ~ )는 미국의 SF 판타지 소설가이다. 2009년 출간한 시계태엽 세기 시리즈의 첫 작품 《본셰이커》(Boneshaker)로 네뷸러상, 휴고상, 로커스상 등 SF 문학상을 휩쓸었다. 플로리다주 탬파 출신.